# 平冈中学
平岡中學是位於深圳市龍崗區龍崗街道的一間公立高中，建校於1930年，由華僑捐建，是深圳辦學歷史最悠久的學校之一。

## 學校歷史
- 1930年，學校成立。
- 1996年，被評為龍崗區區一級學校。
- 1998年，被評為深圳市市一級學校。
- 1999年，成為龍崗區第一所省一級學校。
- 2007年，通過廣東省國家級示範性高中驗收。
- 2011年，承辦第八屆CSBA全國高中男子(乙組)籃球錦標賽，並奪冠[2]。

## 外部連結
- 平岡中學 （页面存档备份，存于）